# Carlo Caracciolo
Carlo Caracciolo (* 23. Oktober 1925 in Florenz; † 15. Dezember 2008 in Trastevere, Rom) war ein italienischer Medienunternehmer.

## Leben
Carlo Caracciolo war der Sohn des Fürsten Filippo Caracciolo di Castagneto aus dem neapolitanischen Adelsgeschlecht Caracciolo und der US-Amerikanerin Margaret Clarke (1897–1955). Seine Schwester Marella war verheiratet mit Giovanni Agnelli. Er selbst folgte seinem Vater als 9. Fürst von Castagneto und 4. Herzog von Melito; ihm folgte sein jüngerer Bruder, der Regisseur Nicola Caracciolo.
Während des Zweiten Weltkrieges war er im italienischen Widerstand aktiv. Er studierte nach Kriegsende Rechtswissenschaften an der Universität La Sapienza in Rom und an der Harvard Law School in Boston. Im Jahre 1951 gründete er den Mailänder Verlag Etas Kompass, der insbesondere technische Zeitschriften und Jahrbücher aus der Industrie veröffentlichte. 1955 erwarb er die Aktienmehrheit am italienischen Wochenmagazin L’Espresso. 1976 gründete er mit Eugenio Scalfari die Tageszeitung La Repubblica. 2007 kaufte Caracciolo ein Drittel der französischen Tageszeitung Libération.
Er galt als einflussreichster Medienunternehmer in Italien und als Gegenspieler von Silvio Berlusconi.